# Cefozoprán
A cefozoprán (INN: Cefozopran) a β-laktámok, azon belül a negyedik generációs cefalosporinok(en) közé tartozó antibiotikum. Lég- és húgyúti, valamint lágyszöveti fertőzések ellen alkalmazzák.
Sokféle Gram-pozitív és -negatív baktériumra hat, beleértve a Pseudomonas aeruginosa(en)-t is. Más szerekkel (pl. vankomicin(en) and teikoplanin(en)) kombinálva meticillin-rezisztens Staphylococcus aureus(en) ellen is hatásos.
Félszintetikusan állítják elő: a mikroorganizmusok segítségével, adalékanyagokkal irányított bioszintézissel keletkező közbenső terméket szintetikus úton alakítják tovább.

## Hatásmód
A többi β-laktámhoz hasonlóan a baktérium penicillinkötő fehérjéjére(en) (PBP) hat. Ez egy enzim, mely az osztódó baktérium sejtfalában hoz létre keresztkötéseket az alanin és lizin nevű aminosav között. E keresztkötések nélkül a sejtfal sérülékeny marad, mely a baktérium pusztulásához vezet.

## Fizikai/kémiai tulajdonságok
Halványsárga szilárd anyag. Vízben kevéssé, dimetil-szulfoxidban jól oldódik.